# Самолёт дю Тампля
Самолёт дю Тампля — самолёт, спроектированный и построенный французским морским офицером Феликсом дю Тамплем в последней трети XIX века, в Бресте (департамент Финистер), первый в мире самолёт, построенный в натуральную величину. По мнению ряда историков авиации, в 1874 году самолёт дю Тампля, будучи разогнан под уклон, кратковременно отделился от земли во время испытаний и, таким образом, является первым в мире самолётом, отделившимся от земли с человеком на борту. Этот отрыв, однако, не является, по мнению тех же авторов, установившимся полётом. Некоторые российские исследователи подвергают сомнению факт отрыва самолёта дю Тампля от земли.

## История проектирования и постройки

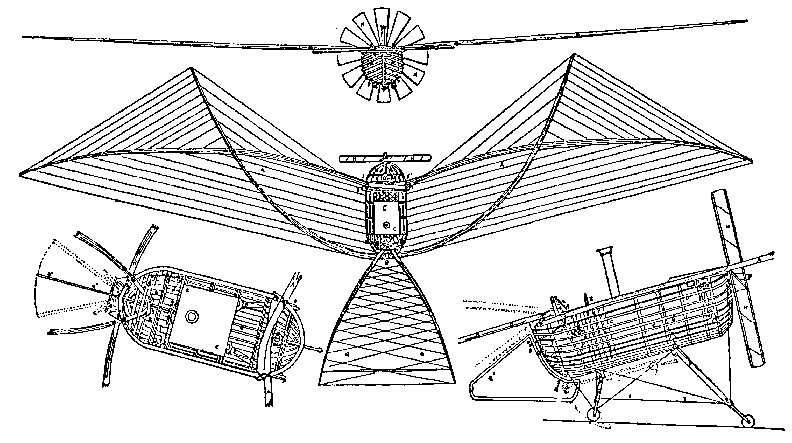
Чертёж из патента дю Тампля 1857 года

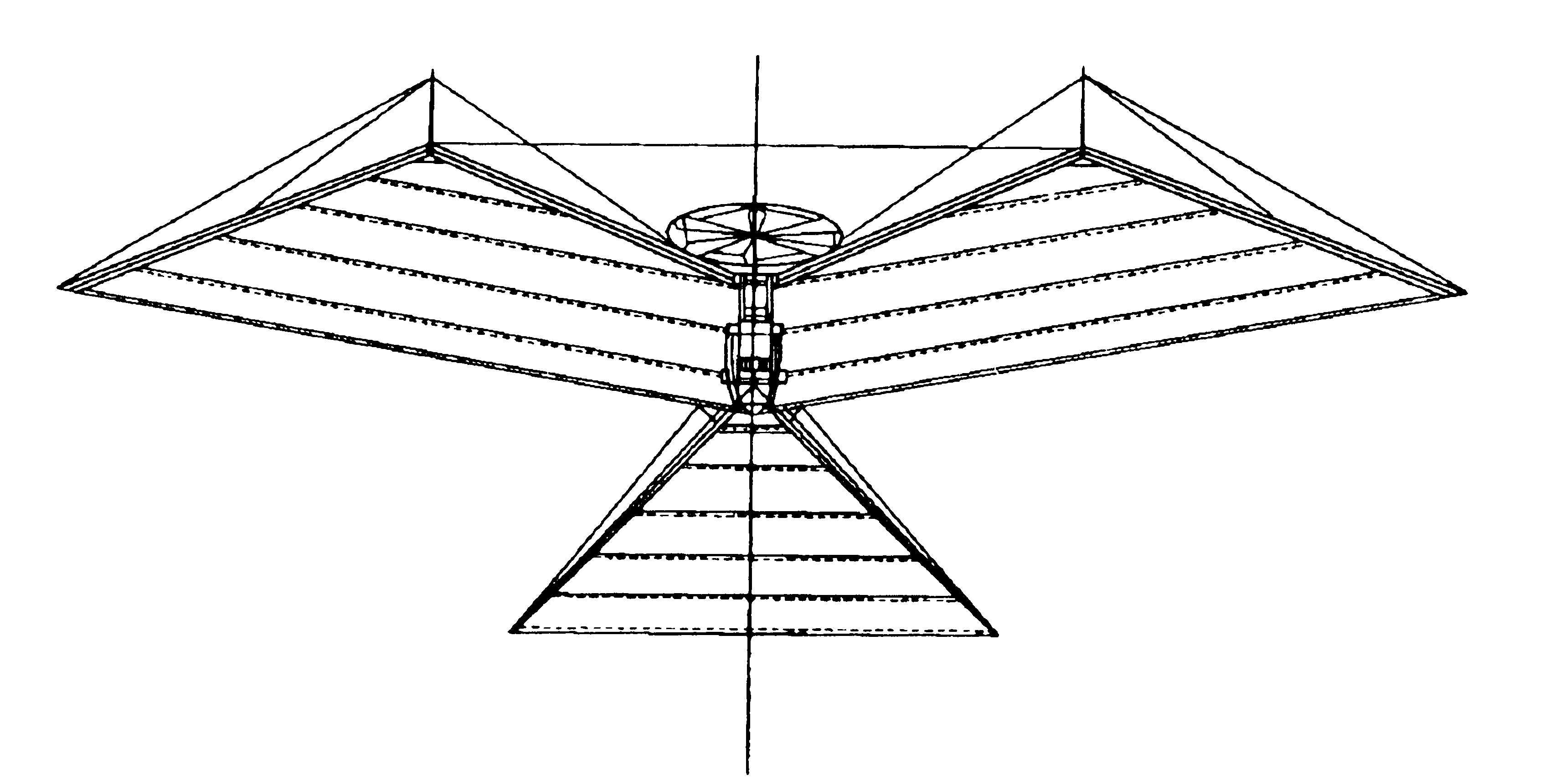
Схема самолёта дю Тампля, опубликованная в журнале Cosmos les mondes. 1885 год

Феликс дю Тампль ещё в 1857 году разработал и запатентовал проект летательного аппарата, представлявшего собой самолёт-моноплан (патент Франции №32031 от 1857 года). Согласно патенту, аппарат должен был приводиться в движение одним тянущим воздушным винтом, и иметь свободнонесущее крыло, которому была придана некоторая обратная стреловидность. Предусматривалась уборка в полёте шасси, причём последнее должно было иметь амортизаторы, размещённые внутри стоек.
Далее изобретатель приступил к опытам с моделью, оснащённой пружинным двигателем. Модели удалось совершить полёт, включая взлёт и посадку с использованием собственного шасси, и некоторые историки авиации считают эту модель первой поднявшейся в воздух моделью самолёта.
Во второй половине 1860-х годов дю Тампль начал на свои средства постройку полномасштабного самолёта.  В борьбе за снижение веса он был вынужден пересмотреть ряд решений, заложенных в первоначальном проекте: крыло было подкреплено расчалками, а шасси сделано неубираемым. Тем не менее, реальный вес машины вдвое превысил расчётный.
Известно, что самолёт дю Тампля проходил наземные испытания. В частности, с помощью динамометра была измерена тяга винта (см. силовая установка). Многие историки авиации придерживаются мнения, что в 1874 году на самолёте дю Тампля была предпринята попытка полёта, во время которой аппарат, с лётчиком на борту, кратковременно оторвался от земли (покрыв в воздухе расстояние в несколько метров). Согласно этой распространённой версии, отрыв произошёл во время разгона самолёта под уклон, и таким образом, сила тяжести содействовала достижению необходимой скорости. Установившийся полёт при этом места не имел. Это событие считается первым отрывом от земли пилотируемого самолёта с работающей силовой установкой. Некоторые российские учёные, однако, подвергают сомнению сам факт попытки взлёта на самолёте дю Тампля (как и сходные сообщения об отрыве от земли самолёта Можайского). Так, Д. А. Соболев указывает на публикацию 1885 года, одобренную, по его мнению, самим изобретателем, в которой говорится, что он не решился приступить к лётным испытаниям, так как за 10 лет доводки многие детали аппарата потеряли прочность вследствие коррозии и механических повреждений.

## Конструкция
Основными силовыми элементами крыла самолёта служили алюминиевые трубы, идущие вдоль его передней кромки и поддерживаемые расчалками, идущими к укреплённой на фюзеляже мачте и стойкам шасси. Две трубы соединялись шарнирным узлом в месте излома передней кромки, что позволяло складывать крыло на стоянке. Между этими трубами и между внешней трубой и фюзеляжем были натянуты шнуры, к которым снизу крепилась обшивка из прорезиненного шёлка.
Фюзеляж в виде лодки имел каркас из стальных труб диаметром 30 мм. В задней части фюзеляжа размещался лётчик, перед ним – двигатель.
Самолёт имел хвостовое оперение, состоящее из горизонтального и вертикального рулей с каркасом из алюминиевых труб и матерчатой обшивкой. Горизонтальный руль был выполнен в форме веера и мог не только отклоняться в вертикальной плоскости, но и менять угол раскрытия (т. е., фактически, угол стреловидности и площадь). Отклонение горизонтального руля лётчик должен был осуществлять левой рукой с помощью рычага, отклонение вертикального – с помощью педалей.
Шасси самолёта состояло из трёх опор: двух спереди и одной сзади. Колёса имели сравнительно малый диаметр, что, по мнению Д. А. Соболева, говорит о том, что для взлёта и посадки должна была использоваться полоса с каким-то покрытием (не грунтовая). Внутри стоек имелись пружинные амортизаторы.

## Силовая установка
В передней части фюзеляжа аппарата был установлен двигатель, приводящий во вращение тянущий многолопастный воздушный винт (различные источники дают количество лопастей от 6-ти до 12-ти). При этом двигатель вместе с винтом мог поворачиваться в полёте в вертикальной плоскости с помощью червячного механизма, обеспечивая, таким образом, управление вектором тяги. Для этого лётчик должен был вращать правой рукой небольшое штурвальное колесо.
Данные исторических источников, относительно вида рабочего тела, использовавшегося в двигателе самолёта, различаются. Согласно одним, это был калорический двигатель, то есть рабочим телом в нём служил нагретый воздух. По другим данным, дю Тампль использовал на своём самолёте паровую машину, питавшуюся паром от изобретённого им парового котла водотрубного типа. Этот котёл, впоследствии получивший практическое применение в морском деле и известный как котёл дю Тампля (иногда, котёл Тампля) представлял собой набор тонких трубок  (внутренний диаметр – около 3 мм), в которых вода циркулировала с большой скоростью. За счёт большой площади контакта вода, нагреваемая пламенем, окружавшим трубки, мгновенно превращалась в пар. Согласно Д. А. Соболеву, двигатель имел два качающихся цилиндра, штоки которых непосредственно соединялись с валом винта. В качестве конденсатора использовались полые стальные трубки каркаса фюзеляжа. В одной из работ утверждается, что дю Тампль, в ходе доводки своего самолёта, последовательно устанавливал на нём оба указанных выше типа силовой установки (рассматривался также и двигатель внутреннего сгорания системы Ленуара). М. Келли полагает, что в ходе доводки, возможно, менялся только источник рабочего тела, то есть дю Тампль модифицировал двигатель, используя одни и те же цилиндры.
Масса двигателя составляла, по одним данным 59 кг, а по другим — около 70-75 кг (160 фунтов).

## Технические характеристики
В литературе приводятся лишь отдельные характеристики самолёта дю Тампля, при этом данные различных источников весьма разнятся:
- Размах крыла — 12,2 м[5] / ~30 м[8]
- Расчётная взлётная масса — 260 кг[17] / ~1000 кг[12]
- Мощность двигателя — 3-4 л.с.[17] / ~6 л.с.[12]